# Disney Channel (Europa, Medio Oriente y África)
Disney Channel es un canal de televisión por suscripción propiedad de Disney Branded Television, una unidad de la división Walt Disney Direct-to-Consumer & International de The Walt Disney Company. Emite para todos los países de la ex-Yugoslavia (Serbia, Bosnia, Croacia, Montenegro, Eslovenia, Macedonia del Norte y Kosovo), Albania, Grecia, el Medio Oriente y África.
Fue lanzado originalmente el 2 de abril de 1997 solamente disponible para el Medio Oriente y el Norte de África, en reemplazo de la señal de Disney Channel Asia que se emitía desde Singapur. El canal comenzó a emitirse en otros países a partir de 2005. Anteriormente se emitía en Polonia y en Turquía con sus respectivas pistas de audio en polaco y turco hasta que ambos países lanzaron sus propias señales locales en 2010 y 2012, respectivamente.

## Historia
La señal asiática de Disney Channel (transmitiendo desde Singapur) comenzó a ser distribuida en el Medio Oriente y el Norte de África el 1 de septiembre de 1996. Esta fue reemplazada por una señal enfocada en el Medio Oriente el 2 de abril de 1997 en la proveedora de televisión satelital Orbit en la región. Al comienzo, solamente emitía en inglés, pero un año después, el 1 de abril de 1998, el canal lanzó una señal separada emitiendo en árabe. En esta señal, se doblaban las series animadas al árabe, mientras que las películas y series de acción real se subtitulaban. Ambas señales del canal ingresaron a la oferta de canales de la operadora satelital Showtime a mediados de 2001. El canal presentaba sus logos (producidos por el estudio GÉDÉON) en dos versiones, en inglés y en árabe para ambas señales hasta 2003, cuando adoptaron el logo y paquete gráfico estrenado en 2002 en Estados Unidos.
Desde su lanzamiento, el canal fue operado por Disney Channel Asia desde Singapur hasta diciembre de 2004. Debido a una nueva estrategia de marketing, el canal pasó a ser administrado desde Londres. Por aquel entonces, las señales del canal en árabe y en inglés se fusionaron en una sola. Como consecuencia, el 3 de enero de 2005, el canal comenzó a retransmitir la programación de Disney Channel Escandinavia, incluyendo sus horarios y los créditos de series y películas de aquella señal (las cuales fueron modificadas para agregar los créditos de doblaje en árabe). Entre noviembre y diciembre de 2005, Disney Channel Escandinavia y Medio Oriente comenzó a presentar los créditos de doblaje mediante subtítulos.
Ambas señales de Disney Channel progresivamente comenzaron a separarse en feeds independientes en 2006 comenzando con emisiones de películas distintas (que empiezan a diferir cada vez más con el paso del tiempo). Sin embargo, eso no detuvo al proveedor satelital Orbit de agregar una pista de audio en sueco (proveniente de la señal escandinava) a la señal del Medio Oriente el 16 de abril de 2007 (que fue retirada años después). La señal para el Medio Oriente se convirtió en un feed panregional al lanzarse en África subsahariana el 25 de septiembre de 2006, en Polonia el 2 de diciembre de 2006, en Turquía el 29 de abril de 2007, en los expaíses yugoslavos y en Grecia el 7 de noviembre de 2009.
A mediados de 2009, cuando se completó la separación de Disney Channel Escandinavia de la señal, el feed del Medio Oriente (ya transmitiendo para la mayor parte de la región EMEA) comenzó a compartir comerciales y eventos con Disney Channel Europa Central y Oriental.
El 1 de agosto de 2010, el canal cesó sus emisiones en Polonia debido al lanzamiento de una señal propia para ese país.
El 12 de enero de 2012, Disney Chanel EMEA dejó de transmitir en Turquía debido al lanzamiento de una señal propia para ese país.
El canal adoptó un nuevo logo y un nuevo paquete gráfico el 21 de julio de 2014. Al año siguiente, en 2015, Disney Channel EMEA cambió su relación de aspecto de 4:3 a 16:9.
En 2017, el canal lanzó su propia señal en HD. Se agregó una pista de subtítulos en árabe para la emisión de series de acción real en inglés y créditos de doblaje en árabe, la cual no está disponible en el canal SD.